# Arte comercial

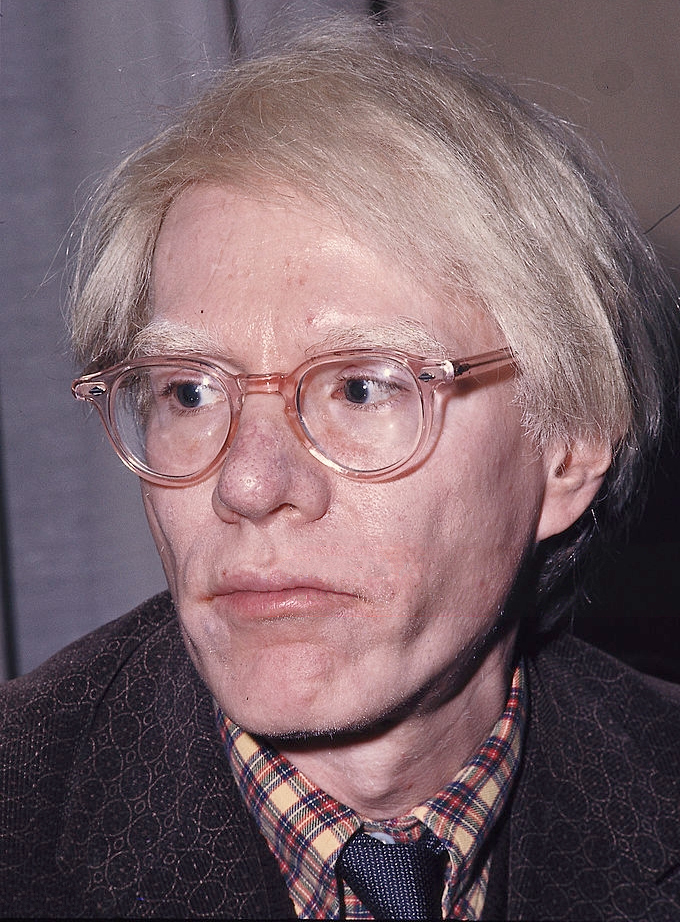
Andy Warhol, Artista commercial, 1975

Se denomina arte comercial a las expresiones artísticas producto de servicios creativos, que hacen referencia al arte creado con propósitos comerciales, especialmente publicidad. El término se ha ido convirtiendo en un anacronismo, prefiriéndose en su lugar términos contemporáneos tales como diseño gráfico y arte publicitario.
Tradicionalmente, el arte comercial incluye el diseño de libros, material publicitario para diversos productos, carteles, afiches, y otros elementos para promover la venta o aceptación de productos, servicios o ideas.

## Habilidades del arte comercial
La mayoría de los artistas comerciales poseen la habilidad de organizar información, y un conocimiento de Bellas Artes, visualización y medios audiovisuales. Un conocimiento de los fundamentos de la comunicación a menudo son imprescindibles en este campo. Por lo general, el departamento de arte es relativamente pequeño, y se compone de directores de arte, asistentes al director, y un grupo de diseñadores y elaboradores de producto. Los artistas comerciales trabajan en diversos proyectos relacionados con las necesidades artísticas de la publicidad, ilustración, diseño y animación.

## Géneros
El arte comercial incluye numerosos géneros y categorías de técnicas artísticas, entre las que se encuentran:
- Diseño de personajes o caricaturas para fines comerciales (publicitarios)
- Ilustración
- Diseño gráfico
- Diseño industrial
- Diseño animado
- Fotografía
- Comercial de televisión
- Videos musicales
- Animación
- Arte computacional
- Diseño de modas
- Diseño interior